# Hamadryas glauconome grisea
La tronadora (Hamadryas glauconome grisea) es una subespecie de la especie Hamadryas glauconome de la familia Nymphalidae. Es una mariposa endémica de México. El holotipo macho proviene de Sinaloa, sin especificar la localidad. En la etimología, se refiere a la coloración grisácea de esta subespecie.

## Descripción
El promedio de la longitud alar es de 34 mm. Margen costal ligeramente convexo, ápice redondo, margen externo es ligeramente ondulado y margen anal o interno casi recto. El fondo o el color de base de las alas anteriores en su vista dorsal es gris oscuro o marrón grisáceo. El diseño ventral de este taxón es un complejo mosaico de líneas negras, combinado con manchas blancas y grises. En la celda discal, presenta varias líneas negras. Desde el área basal al área potsdiscal presenta varias líneas curvas. En el área subapical presenta varias manchas blanco-grisáceas y manchas redondas submarginales blancas en el centro con dos anillos negros. El ala posterior en su vista dorsal es la base de color gris oscuro o marrón grisáceo, con un mosaico de líneas negras grises. Presenta 5 ocelos o aros con el centro blanco en forma de lúnula, con líneas negra y otra anaranjada en su basal. El margen externo es ondulado y costal e interno convexo. El ala posterior en su vista ventral desde el área basal hasta área postdiscal, presenta coloración crema, presenta una línea quebrada de color negro y rojizo. También presenta seis manchas redondas (ocelos) con centro de color blanco, lúnulas negras y rojizas. En el margen externo en la zona de las venas presenta coloración negra y una línea submarginal quebrada de color negro con escamas rojizas.
Antenas son de color grises, cabeza, tórax y abdomen de gris con varias líneas. Ventralmente el fondo o base de color es blanco, con un mosaico de líneas curvas de color negro y figuras irregulares de color blanco. Presenta círculos con el perímetro negro. Antenas, palpos, tórax y abdomen en su vista ventral son de color blanco.

## Distribución
Noroeste de México, en los estados de Jalisco a Sinaloa y Sonora.

## Hábitat
Selva baja caducifolia, en sitios secos, soleados y con sombra. Valles fluviales. Desde el nivel del mar hasta los 330 m s. n. m.

## Estado de conservación
No está enlistada en la NOM-059.